# Verdonnet
Verdonnet település Franciaországban, Côte-d’Or megyében. Lakosainak száma 69 fő (2022. január 1.). Verdonnet Fontaines-les-Sèches, Asnières-en-Montagne, Planay, Savoisy, Jully, Ravières és Arrans községekkel határos.

## Népesség
A település népessége az elmúlt években az alábbi módon változott:
| Lakosok száma | 147  | 120  | 91   | 86   | 90   | 88   | 83   | 82   | 82   | 69   |
|               | 1968 | 1982 | 1990 | 2006 | 2013 | 2015 | 2017 | 2019 | 2020 | 2022 |